# کلاوس هسلمن
کلاوس فردیناند هسلمان (زاده ۲۵ اکتبر ۱۹۳۱) اقیانوس‌شناس و مدل‌ساز آب و هوا برجسته آلمانی است. او استاد بازنشسته در دانشگاه هامبورگ و مدیر سابق مؤسسه هواشناسی مکس پلانک است. وی به همراه سیوکورو مانابه و جورجو پاریسی جایزه نوبل فیزیک ۲۰۲۱ را دریافت کردند.

## زندگی
هسلمان در شهر وولین گاردن سیتی انگلستان بزرگ شد و در سال ۱۹۴۹ برای تحصیل در دانشگاه به هامبورگ بازگشت. او در طول دوران حرفه ای خود عمدتاً به دانشگاه هامبورگ و مؤسسه هواشناسی مکس پلانک، که او تأسیس کرده بود، وابسته بوده‌است. وی همچنین پنج سال را در ایالات متحده به عنوان استاد در مؤسسه اقیانوس‌شناسی اسکریپس و مؤسسه اقیانوس‌شناسی وودز هول و یک سال به عنوان استاد مدعو در دانشگاه کمبریج در آمریکا به سر برد.
کلاوس هسلمان از سال ۱۹۵۷ با ریاضیدان سوزان هسلمان (نی نی بارت) ازدواج کرده‌است و آنها همچنین به‌طور حرفه‌ای همکاری کرده‌اند. همسرش دانشمند ارشد مؤسسه هواشناسی ماکس پلانک بود. آنها سه فرزند دارند.

## حرفه
او بیشتر برای توسعه مدل هسلمان برای تغییرپذیری و تغییر اقلیم شناخته شده‌است، جایی که یک سیستم با حافظه طولانی (اقیانوس) اجبار تصادفی را ادغام می‌کند، در نتیجه سیگنال نویز سفید را به یک نویز قرمز تبدیل می‌کند، بنابراین توضیح می‌دهد (بدون مفروضات خاص) سیگنال‌های نویز قرمز در همه جا که در آب و هوا مشاهده می‌شود.
هسلمان در سال ۱۹۵۵ با پایان‌نامه‌ای در مورد تلاطم همسانگرد در رشته فیزیک و ریاضیات از دانشگاه هامبورگ فارغ‌التحصیل شد. وی از سال ۱۹۵۵ تا ۱۹۵۷ دکترای فیزیک خود را در دانشگاه گوتینگن و مؤسسه دینامیک سیالات ماکس پلانک دریافت کرد. موضوع پایان‌نامه دکتری وی روشی برای تعیین بازتاب و شکست جبهه‌های شوک و امواج دلخواه با طول موج کوچک در سطح مشترک دو رسانه بود. او در سال ۱۹۶۳ درجه شایستگی در فیزیک را به دست آورد.